# 埼玉県営鉄道
埼玉県営鉄道（さいたまけんえいてつどう）は、埼玉県がかつて運営していた専用鉄道。埼玉県川越市の霞ヶ関駅から同市的場地内の入間川河川敷を結んでいた。
埼玉県が行っていた砂利採取事業により、入間川の川砂利を運搬するのが目的であった。

## 概要
霞ヶ関駅には川越寄りに専用の側線と砂利集積場が用意され、そこに県営鉄道が接続する形になっていた。霞ヶ関駅から先は途中川越線をアンダークロスする以外には特に施設らしい施設もなく、ひたすら田畑の中を南へ下り、入間川に横付けするように河川敷へ入っていた。
なお同じ砂利運搬線の西武鉄道安比奈線に対し、入間川をはさんで向かい合うように線路が敷かれていた。

### 路線データ
- 営業区間：霞ヶ関 - 砂利採取場
- 路線距離（営業キロ）：2.4km
- 軌間：762mm
- 駅数：2（起点駅を含む）
- 複線区間：なし（全線単線）
- 電化区間：なし（全線非電化）

路線名に関しては正式名称はなかったようで、県の公文書でも「専用鉄道」「砂利運搬専用鉄道」「砂利積込側線」と一般名詞で呼んだり、そこに所轄部署名と工場名をつけて「砂利採取事務所川越支所霞ヶ関工場砂利運搬軌条」「砂利採取事務所川越支所霞ヶ関工場専用鉄道」と呼んでいたりと一定していない。
なお終点駅の駅名もつけられていなかったようで、地図・公文書にも一切記載がない。ここでは仮に一般名詞で「砂利採取場」とした。

## 歴史
大正時代、大都市圏でコンクリートによるビルなどの建築が盛んになったことにより、砂利の需要が急増した。その資源として多くの事業者が求めたのが河川に堆積した川砂利であり、埼玉県内でも荒川・入間川・利根川やその支流の河川と河川敷で盛んに民間業者による砂利採取が行われるようになった。
この県内での砂利採取に事業者として名乗りを上げたのが、埼玉県当局である。1922年、当時の知事・堀内秀太郎が税収の増加が見込めず逼迫していた県の財源を救済するため、また県道の整備や維持のために用いる砂利を自給するために提案したものであった。この提案は競合する業者への補償を確保した上で翌1923年4月1日より実行に移されることになり、「砂利採取事務所」が県庁内に設置されてここに県営砂利採取事業が始まった。
この砂利採取は民間業者と同様、川底の砂利を船などで採取して水揚げし、河川敷から近くの鉄道駅に隣接する工場まで運び、鉄道貨物として出荷するもので、運搬手段としては馬車・トラック・ベルトコンベヤーのほか、鉄道も用いられていた。鉄道による運搬は熊谷周辺や寄居周辺のほぼ全域と川越・秩父周辺の一部で行われ、特に秩父鉄道沿線では熊谷駅から寄居駅までほとんどの駅から運搬線が分岐しているというほど大量に敷設されていた。それらの中には機関車を保有していたり、延長が2キロ近くに達していたりと本格的な路線となっていた場所も少なくなかったが、それでもみな連絡している駅の「側線」扱いで、単独の営業路線とはされていなかった。
その中で例外的に「専用鉄道」としての免許を持っていたのが東武鉄道東上本線の霞ヶ関駅と入間川河川敷の採取場を結ぶ運搬線であり、これを通常「埼玉県営鉄道」と呼びならわしている。元々当線は1920年に入間川砂利株式会社という民間業者が敷設した専用鉄道を買収した路線で、その際に専用鉄道の免許も引き継がれたのである。この路線は霞ヶ関駅に隣接して設置されていた霞ヶ関工場の直轄とされ、路線の運行など現業は工場が直接行い、上位部署である砂利採取事務所や同事務所入間川支所（1948年に移転して「川越支所」に改称）は監督や官庁への届出など事務のみを行っていた。
県営砂利採取事業は昭和初期に一時低迷したり疑獄事件が起こったりと波乱もあったが、おおむね好調であった。しかし、戦後になると枯渇を起こす採取場も出始めた。当線が使っていた採取場がまさにそれで、採掘量が減ったために鉄道を使うまでもなくなって次第にトラック輸送へ移行し、鉄道による運搬は漸減した。事実、運輸省に専用鉄道の調査を命じられた砂利採取事務所は、「直接採取所からの自動車輸送を行っており1956年は全く使用していない」と回答している。
このため砂利採取事務所は1957年に当線の廃止を決定し、同年6月28日に廃止届を提出した。こうして「埼玉県営鉄道」はひっそりと35年間の歴史に幕を下ろすことになったのである。
なお当線廃止後も県営砂利採取事業は継続されたが、やがて川砂利の枯渇により河川そのものに悪影響が出始めたことから、1970年11月1日に廃止された。

### 年表
- 1919年（大正8年）11月3日 - 入間川砂利に的場（後の霞ヶ関駅）-砂利採取場間の専用鉄道敷設許可。
- 1920年（大正9年）7月20日 - 入間川砂利の専用鉄道として開通。
- 1923年（大正12年）11月22日 - 埼玉県砂利採取事務所、入間川砂利からの専用鉄道の事業譲渡を届出。県営化され、埼玉県営鉄道となる。
- 1957年（昭和32年）6月28日 - 廃止届を提出。事実上の廃止。

## 駅一覧
霞ヶ関駅 - 砂利採取場

## 接続路線
- 霞ヶ関駅：東武鉄道東上本線

## 車両
埼玉県営鉄道の車両は路線の性質上、不明の点が非常に多い。埼玉県の公文書でも車両についてはほとんど言及がないか、あっても不明瞭な記述がなされている状態である。現地調査の記録により以下記す。

### 蒸気機関車
埼玉県営鉄道では、最後の数年間を除いて蒸気機関車が用いられていた。全部で3両の在籍が確認されているが、最後まで残ったのは2両であった。
なお当線には「2号」を名乗る機関車が2両あり、片方は車号がペンキ書きで記され、もう一方は「2」の車号銘板がついていた。ここでは便宜上「車号ペンキ書き」「車号銘板」として区別する。
1
戦前に在籍したこと、アメリカ製であることだけが確認されている機関車。入間川砂利から路線が県に譲渡された際に記されている1両の機関車と思われるが、写真も現存せず詳細不明。戦時中に台湾へ転出したといい、戦後には存在しなかった。
2（車号ペンキ書き）
1936年3月に下野軌道（後の東武鬼怒川線）から譲受した。車号は下野軌道時代のものをそのまま使用していた。B形タンク機関車で、銘板・刻印の類が全くないため製造所が不明で、ドイツ・ハノーバー社製との説があるが詳しいことは分かっていない。1953年に廃車。
2（車号銘板）
入線年月不明、出自不明のB形タンク機関車。製造所は大日本軌道鉄工部（後の雨宮製作所）で、製造番号は127であった。雨宮製作所の標準型6トンB形機関車そのままのスタイルであった。1953年に廃車。なお近年この車両が入間川砂利株式会社時代から在籍していた機関車である可能性が鉄道同人誌内にて指摘されている。

### 内燃機関車
埼玉県営鉄道では蒸気機関車の廃車後、廃止まで2両の内燃機関車を用いていた。しかし形式などは全く不明である。
路線の廃止後の処遇については、砂利採取事務所の報告書の採取施設に関する記載中にある「ガソリン及びヂーゼル機関車六台」の内訳が、廃止前の1955年のものでは「熊谷工場四、霞ヶ関工場二」となっているのに対し、廃止後の1959年のものでは「熊谷工場六、霞ヶ関工場〇」となっているため、熊谷方面での運搬のために転属したものと考えられる。

### 貨車
小型のトロッコが160両ほど在籍していた。トロッコといっても小さな正方形の台枠に頑丈な木箱を乗せただけの簡便なものであった。

## 廃線後の状況
線路は廃止の直後、東武鉄道側から「返還を求めている地主もいるので早く撤去願いたい」と要請されたこともあり素早く撤去されたようで、線路敷自体も廃線3年後の1960年7月31日付で一斉に用途廃止処分にして売却してしまっている。
しかし近年、鉄道同人誌内に当時の公文書が掲載され、それによると『川越砂利採取事業所に地主が土地返還の陳情をおこない、川越砂利採取事業所が東武鉄道に打診をおこなった結果、東武鉄道が撤去に同意したので砂利採取事務所に設備撤去を上申した』と定説とは逆の内容であった。
その処分の早さと、その後の霞ヶ関・的場地区の急速な住宅地化により廃線跡は完全に消滅しており、霞ヶ関駅の側線が「かすみ自動車教習所」の敷地の一部となっているということ以外には満足に跡地を比定できない状態である。川越線をアンダークロスしていた部分のコンクリートのガードが現役で残されているのが唯一の遺構である。